# 그레이트 웨스턴 호
SS 그레이트 웨스턴은 4개의 돛대를 가진 목조 선체의 외륜 증기선으로, 대서양 횡단을 위해 특별히 건조된 최초의 증기선이자 그레이트 웨스턴 증기선 회사의 초기 선박이었다. 1838년에 완공된 이 배는 1837년부터 1839년 브리티시 퀸이 취역할 때까지 세계에서 가장 큰 여객선이었다.
영국의 토목기사 이점바드 킹덤 브루넬이 설계한 그레이트 웨스턴은 운항에서 만족스러운 성능을 보여주었으며 성공적인 모든 목조 대서양 외륜 증기선의 모델이 되었다. 이 배는 1843년까지 블루 리본 항해 기록을 세울 수 있었다. 그레이트 웨스턴은 소유주가 사업을 중단할 때까지 8년 동안 뉴욕으로 운항했다. 이 배는 로열 메일 스팀 패킷 회사에 매각되었고 크림 전쟁 동안 군용 수송선으로 사용된 후 1856년에 고철 처리되었다.

## 개발 및 설계
1836년, 이점바드 킹덤 브루넬은 그의 친구 토마스 거피(Thomas Guppy)와 브리스틀 투자자 그룹과 함께 브리스틀-뉴욕 항로를 위한 증기선 노선을 구축하기 위해 그레이트 웨스턴 증기선 회사를 설립했다. 정기적인 대서양 횡단 서비스 아이디어는 여러 그룹에서 논의 중이었고 경쟁사인 영국 및 미국 증기선 회사도 동시에 설립되었다. 그레이트 웨스턴의 디자인은 너무 크다는 비판자들의 논란을 불러일으켰다. 브루넬이 이해한 원리는 선박의 적재 용량이 치수의 세제곱에 비례하여 증가하는 반면, 물의 저항은 치수의 제곱에 비례하여 증가한다는 것이었다. 이는 대형 선박이 연료 효율이 더 높다는 것을 의미했으며, 이는 대서양 횡단과 같은 장거리 항해에 매우 중요했다.
그레이트 웨스턴은 철로 보강된 목조 측면 외륜 외륜선이었으며, 보조 돛을 달기 위한 4개의 돛대를 가지고 있었다. 돛은 보조 추진력을 제공할 뿐만 아니라 거친 바다에서 배의 균형을 유지하고 두 외륜이 모두 물에 잠겨 배가 직선으로 나아가도록 하는 데 사용되었다. 선체는 전통적인 방식으로 참나무(한 자료는 단치히 소나무, 아마도 단치히산 발트 소나무를 의미)로 건조되었다. 이 배는 영국 및 미국의 브리티시 퀸이 취역할 때까지 1년 동안 가장 큰 증기선이었다. 영국 브리스틀의 패터슨 앤 머서 조선소에서 건조된 그레이트 웨스턴은 1837년 7월 19일에 진수되었다. 진수 중 선박 제작자가 큰 목재 덩어리에 깔려 두개골이 골절되어 사망했다. 진수 후 그레이트 웨스턴은 런던으로 항해하여 모슬리, 선스 앤 필드사로부터 두 개의 사이드-레버 증기 기관을 장착했으며, 이들은 총 750 표시마력을 생산했다. 1837년 말 제임스 호스켄 중위가 새 선박의 사령관으로 임명되었고 1838년 3월 첫 항해 광고가 시작되었다.

## 운항 역사

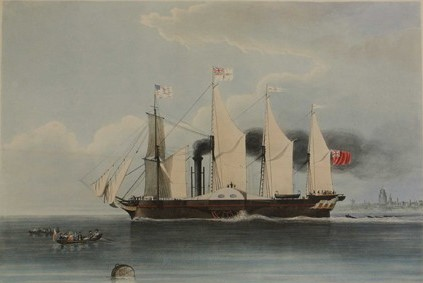
1838년의 그레이트 웨스턴 증기선, J. S. 코테만(J. S. Coteman)의 그림을 바탕으로 H. 패프릴(H. Papprill)이 조각함

그레이트 웨스턴의 첫 시험 운항은 1838년 3월 24일에 있었으며, 선박이 돌아올 때 귀족들의 방문으로 엄청난 관중을 끌어모았다.
3월 31일, 그레이트 웨스턴은 뉴욕으로의 첫 항해를 시작하기 위해 에이번머스 (브리스틀)로 항해했다. 에이번머스에 도착하기 전, 엔진룸에서 화재가 발생했다. 혼란 속에서 브루넬은 20 피트 (6 m) 아래로 떨어져 부상을 입었다. 화재는 진압되었고 선박의 피해는 미미했지만, 브루넬은 캔비섬에 상륙해야 했다. 사고의 결과로 50명 이상의 승객이 브리스틀-뉴욕 항해 예약을 취소했으며, 그레이트 웨스턴이 마침내 에이번머스를 떠날 때는 단 7명의 승객만 탑승했다.
경쟁사인 영국 및 미국의 첫 선박 건조가 지연되자, 이 회사는 그레이트 웨스턴보다 먼저 뉴욕에 도착하기 위해 SS 시리우스를 전세냈다. 시리우스는 런던 – 코크 항로의 700 GRT700 GRT 아일랜드 해 증기선이었고, 추가 석탄 벙커를 위한 공간을 마련하기 위해 일부 승객 숙소가 제거되었다. 이 배는 그레이트 웨스턴보다 3일 먼저 런던을 떠나 코크에서 연료를 보충한 후 4월 4일 뉴욕으로 출발했다. 그레이트 웨스턴은 화재로 인해 브리스틀에서 지연되어 4월 8일까지 출발하지 못했다.
4일의 선두에도 불구하고 시리우스는 그레이트 웨스턴을 간신히 제치고 4월 22일에 도착했다. 석탄이 부족해지자 승무원들은 수지 다섯 통을 태웠다. 그레이트 웨스턴은 다음 날 도착했으며, 여전히 200톤의 석탄이 남아 있었다. 비록 블루 리본이라는 용어가 몇 년 후에 만들어졌지만, 시리우스는 종종 8.03 노트 (14.87 km/h)로 첫 우승자로 인정받는다. 그러나 시리우스는 그레이트 웨스턴의 항해가 8.66 노트 (16.04 km/h)로 더 빨랐기 때문에 단 하루만 기록을 유지했다.
그레이트 웨스턴은 운항에서 완벽하게 만족스러웠고 다른 대서양 외륜선의 설계에 영향을 미쳤다. 큐나드의 브리타니아조차도 그레이트 웨스턴의 축소판이었다. 1838년에서 1840년 동안 그레이트 웨스턴은 뉴욕으로 서쪽 항해에 평균 16일 0시간(7.95 노트), 귀환 항해에 평균 13일 9시간(9.55 노트)이 걸렸다. 1838년에 회사는 9%의 배당금을 지급했지만, 이는 회사의 다음 선박 건조 비용 때문에 유일한 배당금이 되었다. 영국 및 미국 회사의 몰락 이후, 그레이트 웨스턴은 1843년에 에이번머스를 완전히 포기하기 전까지 에이번머스와 리버풀을 번갈아 운항했다. 그레이트 브리튼의 장기적인 건조로 인해 운항 동반선이 없었음에도 불구하고 선박은 수익성을 유지했다. 1843년 그레이트 웨스턴의 수입은 33,400 파운드였고 지출은 25,600 파운드였다.

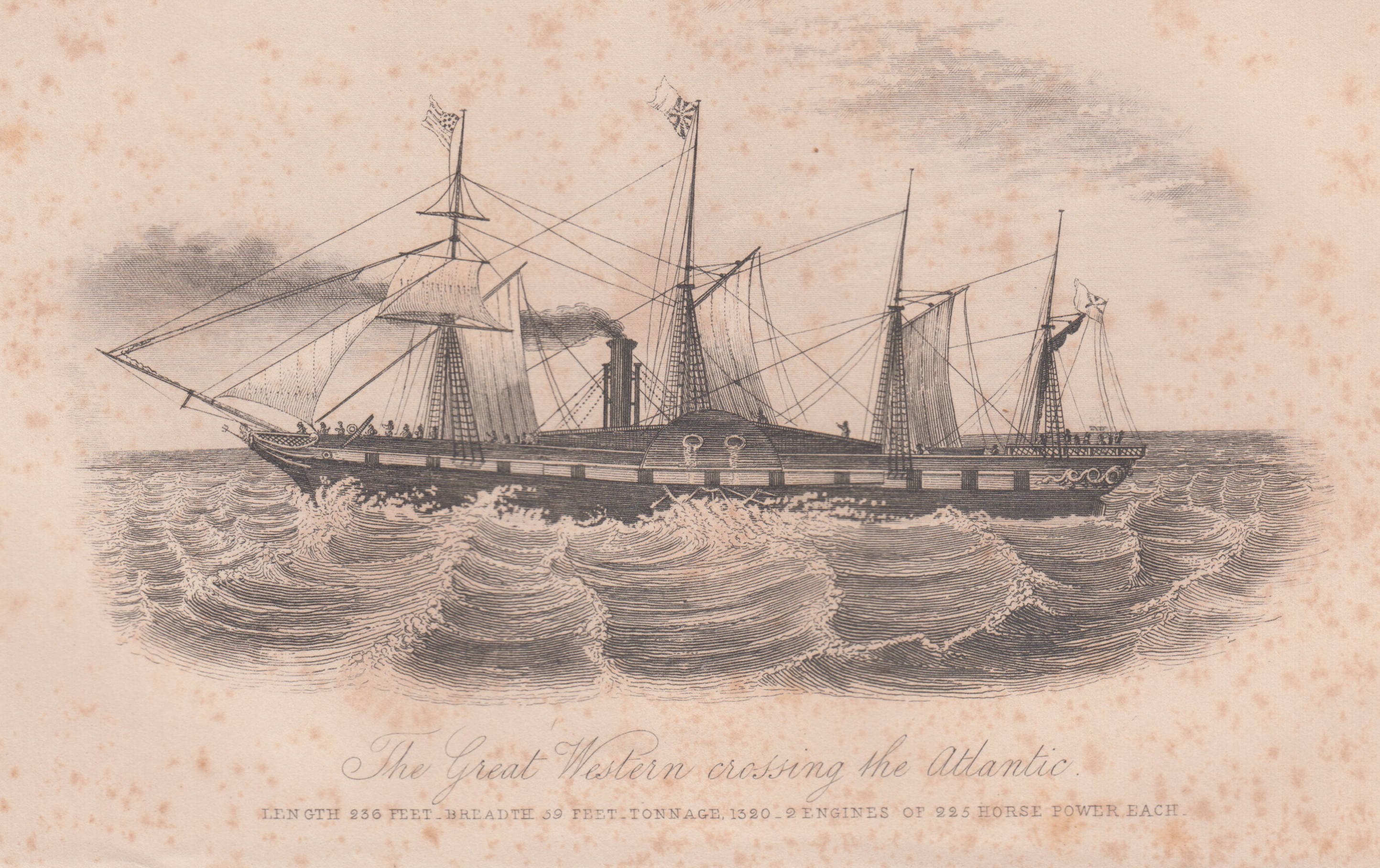
대서양을 횡단하는 그레이트 웨스턴

1845년 그레이트 브리튼이 취역하면서 회사의 재정 상태는 나아졌다. 그러나 1846년 9월, 항해 오류로 인해 그레이트 브리튼이 좌초되었고 겨울을 넘기지 못할 것으로 예상되었다. 이사들은 그레이트 웨스턴의 모든 항해를 중단하고 사업을 접었다. 그레이트 웨스턴은 8년 동안 소유주를 위해 45회의 횡단을 완료했다. 1847년에 이 배는 로열 메일 스팀 패킷 회사에 매각되어 서인도 제도 항로에 사용되었다. 사우샘프턴이 이 배의 새로운 본국 항구가 되었으며, 1847년부터 1853년까지 서인도 제도로 14회 항해를 한 후 남미 항로에 투입되어 1853년부터 1855년까지 리우데자네이루로 9회 항해를 추가로 했다. 남미 항로에서는 리우로 가는 길에 리스본, 마데이라, 테네리페, 세인트 빈센트, 페르남부쿠, 바이아에 들렀다가 돌아오는 항해에서는 역순으로 기항했다.
그레이트 웨스턴은 이후 사우샘프턴에 계류되었다가 정부 서비스에 '수송선 6호'로 편입되었다. 이 배는 1856년 크림 전쟁에서 군용 수송선으로 복무하며 영국, 지브롤터, 몰타, 크림반도 사이를 병사들을 실어 날랐다. 1856년 8월 고철 처리용으로 매각되었으며 템스 강 밀뱅크의 캐슬스 야드에서 해체되었다.

## 같이 보기
- 가장 긴 목선 목록
- SS 그레이트 이스턴